# What a Joy! (Alice Babs-album)
What a Joy! är ett musikalbum från 1989 med Alice Babs. Albumet består av insjungningar från tre olika LP-skivor, Alice i Israel (1972), Somebody Cares (1975) och What a Joy! (1980).
I texthäftet står att What a Joy! är Alice Babs allra sista skivinspelning, nära 41 år efter debuten. Men det skulle ju senare visa sig vara helt fel!

## Låtlista
1. Till Österland vill jag fara (trad) – 2'56
2. I Want to be Ready (trad) – 2'32
3. God has Those Angels (Duke Ellington) – 4'52
4. Ev'ry Time I Feel the Spirit (trad) – 2'35
5. O, Peter, Go Ring-A Dem Bells (trad) – 1'33
6. Come Sunday (Duke Ellington) – 4'05
7. Said the Willow Tree (Reinhold Svensson/Signe Hasso) – 2'50
8. So Sorry (Svend Asmussen) – 6'10
9. Nobody Knows the Trouble I've Seen (trad) – 4'39
10. It's A-Me, O Lord (trad) – 2'14
11. Bye and Bye (trad) – 2'26
12. Sometimes I Feel Like a Motherless Child (trad) – 3'16
13. I'm A-Rolling Through an Unfriendly World (trad) – 2'52
14. I've Been in the Storm So Long (trad) – 4'49
15. What a Joy (Per-Erik Hallin) – 3'25
16. I Don't Feel Noways Tired (trad) – 3'44
17. God Bless the Child (Billie Holiday/Arthur Herzog Jr) – 3'44
18. I Got a Robe (trad) – 2'28
19. Swing Low, Sweet Chariot (trad) – 4'34
20. God's Messenger Boy (Alice Babs/Ulf Wesslén) – 5'02

## Medverkande
- Alice Babs – sång
- Åke Levén – orgel (spår 1–6, 8)
- Ulf Wesslén – orgel (spår 9–20)
- Kenny Drew – piano (spår 4)
- Lars Erstrand – vibrafon (spår 7)

### Fotnoter
1. ↑  ”Svensk mediedatabas”. http://smdb.kb.se/catalog/id/001476577. Läst 11 oktober 2011.